# Elecciones estatales extraordinarias de Colima de 2005
Las elecciones estatales extraordinarias de Colima de 2005, Se llevaron a cabo el domingo 10 de abril de 2005, fueron realizadas en un caso excepcional, debido a que eran las terceras elecciones en tres años para elegir el mismo cargo y las segundas extraordinarias, En ellas se eligieron los siguientes cargos de elección popular:
- Gobernador de Colima. Electo para un periodo de cuatro años no reelegibles en ningún caso. Dada la falta absoluta del titular del Ejecutivo, debido al fallecimiento del Gobernador Gustavo Vázquez Montes. El candidato electo fue Silverio Cavazos Ceballos.

## Resultados electorales

### Gobernador
|  | 47.5 % |

|  | 51.6 % |

|  | 0.88 % |

|  | 100.00 % |